# 纪尧姆·德·马肖
纪尧姆·德·马肖（法語：Guillaume de Machaut，约1300年—1377年4月），法国中世纪作曲家、诗人。曾任职于多位贵族的宫廷。他是中世纪的文化名人之一，“新艺术”（Ars Nova）的主要实践者之一，被誉为“最后一位同时又是作曲家的伟大诗人”。

## 文学
马肖创作了大量400首中世纪体裁的诗歌，继承了游吟诗人等中世纪文学的传统，他的作品中，《真实的故事》（Le Voir Dit）尤为著名。

## 音乐
马肖是中世纪最伟大的作曲家之一，他的音乐创作主要是世俗音乐，他的复调歌曲有相当重要的历史地位。他的《圣母弥撒曲》也是弥撒曲中的重要作品。